# よりみちパン!セ
よりみちパン!セは、ヤングアダルト向けのサブカルチャー的な「教養書」の叢書。

## 概要
2004年10月に創刊される。創刊当初は理論社から刊行されていた。後にイースト・プレスに移籍して再刊・刊行された。担当編集者は清水檀（まゆみ）。2018年5月からは新曜社から刊行中
イラストは、100%ORANGEの及川賢治が担当、ブックデザインは、祖父江慎とcozfishが手がけている。
中学生以上の読者を対象にしている。学校でも家庭でも学ぶことができない、生きていくためのリアルな知恵が、各ジャンルの第一人者によってコンパクトに書き下ろされている。
養老孟司『バカなおとなにならない脳』は、売り上げ15万部を突破。

## 刊行リスト

### 理論社版
- みんなのなやみ 重松清 著 理論社 2004 (よりみちパン!セ ; 1)
- 神さまがくれた漢字たち 白川静 監修,山本史也 著 理論社 2004 (よりみちパン!セ ; 2)
- いのちの食べかた 森達也 著 理論社 2004 (よりみちパン!セ ; 3)
- さびしさの授業 伏見憲明 著 理論社 2004 (よりみちパン!セ ; 4)
- 正しい保健体育 みうらじゅん 著 理論社 2004 (よりみちパン!セ ; 5)
- 14歳からの仕事道 玄田有史 著 理論社 2005 (よりみちパン!セ ; 6)
- 不登校、選んだわけじゃないんだぜ! 貴戸理恵, 常野雄次郎 著 理論社 2005 (よりみちパン!セ ; 7)
- こどものためのドラッグ大全 深見填 著 理論社 2005 (よりみちパン!セ ; 8)
- ハッピーになれる算数 新井紀子 著 理論社 2005 (よりみちパン!セ ; 9)
- ひかりのメリーゴーラウンド 田口ランディ 著 理論社 2005 (よりみちパン!セ ; 10)
- バカなおとなにならない脳 養老孟司 著 理論社 2005 (よりみちパン!セ ; 11)
- みんなのなやみ 2 重松清 著 理論社 2005 (よりみちパン!セ ; 12)
- オヤジ国憲法でいこう! しりあがり寿, 祖父江慎 著 理論社 2005 (よりみちパン!セ ; 13)
- 日本という国 小熊英二 著 理論社 2006 (よりみちパン!セ ; 14)
- 気分はもう、裁判長 北尾トロ 著 理論社 2005 (よりみちパン!セ ; 15)
- いま生きているという冒険 石川直樹 著 理論社 2006 (よりみちパン!セ ; 16)
- だれか、ふつうを教えてくれ! 倉本智明 著 理論社 2006 (よりみちパン!セ ; 17)
- 演劇は道具だ 宮沢章夫 著 理論社 2006 (よりみちパン!セ ; 18)
- 死ぬのは、こわい? 徳永進 著 理論社 2005 (よりみちパン!セ ; 19)
- 男子のための恋愛検定 伏見憲明 著 理論社 2006 (よりみちパン!セ ; 20)
- 世界を信じるためのメソッド : ぼくらの時代のメディア・リテラシー 森達也 著 理論社 2006 (よりみちパン!セ ; 21)
- コドモであり続けるためのスキル 貴戸理恵 著 理論社 2006 (よりみちパン!セ ; 22)
- 生き抜くための数学入門 新井紀子 著 理論社 2007 (よりみちパン!セ ; 23)
- 男子のための人生のルール 玉袋筋太郎 著 理論社 2006 (よりみちパン!セ ; 24)
- おばあちゃんが、ぼけた。村瀬孝生 著 理論社 2007 (よりみちパン!セ ; 25)
- 「美しい」ってなんだろう? : 美術のすすめ 森村泰昌 著 理論社 2007 (よりみちパン!セ ; 26)
- オンナらしさ入門(笑) 小倉千加子 著 理論社 2007 (よりみちパン!セ ; 27)
- ひとりひとりの味 平松洋子 著 理論社 2007 (よりみちパン!セ ; 28)
- ひとはみな、ハダカになる。バクシーシ山下 著 理論社 2007 (よりみちパン!セ ; 29)
- ついていったら、だまされる 多田文明 著 理論社 2007 (よりみちパン!セ ; 30)
- あのころ、先生がいた。 伊藤比呂美 著 理論社 2007 (よりみちパン!セ ; 31)
- 家を出る日のために 辰巳渚 著 理論社 2008 (よりみちパン!セ ; 32)
- 「悪いこと」したら、どうなるの? 藤井誠二 著,武富健治 マンガ 理論社 2008 (よりみちパン!セ ; 33)
- 失敗の愛国心 鈴木邦男 著 理論社 2008 (よりみちパン!セ ; 34)
- カレーになりたい! 水野仁輔 著 理論社 2008 (よりみちパン!セ ; 35)
- 神さまがくれた漢字たち 続 (古代の音) 山本史也 著 理論社 2008 (よりみちパン!セ ; 36)
- 叶恭子の知のジュエリー12ヵ月 叶恭子 著 理論社 2008 (よりみちパン!セ ; 37)
- 恋と股間 杉作J太郎 著 理論社 2008 (よりみちパン!セ ; 38)
- 建築バカボンド 岡村泰之 著 理論社 2008 (よりみちパン!セ ; 39)
- この世でいちばん大事な「カネ」の話 西原理恵子 著 理論社 2008 (よりみちパン!セ ; 40)
- だれでも一度は、処女だった。 千木良悠子, 辛酸なめ子 著 理論社 2009 (よりみちパン!セ ; 41)
- こどものためのお酒入門 山同敦子 著 理論社 2009 (よりみちパン!セ ; 42)
- 童貞の教室 松江哲明 著,古泉智浩 マンガ 理論社 2009 (よりみちパン!セ ; 43)
- 阿修羅のジュエリー 鶴岡真弓 著 理論社 2009 (よりみちパン!セ ; 44)
- きみが選んだ死刑のスイッチ 森達也 著 理論社 2009 (よりみちパン!セ ; 45)
- どんとこい、貧困! 湯浅誠 著 理論社 2009 (よりみちパン!セ ; 46)
- 前略、離婚を決めました 綾屋紗月 著 理論社 2009 (よりみちパン!セ ; 47)
- この気持ちいったい何語だったらつうじるの? 小林エリカ 著 理論社 2009 (よりみちパン!セ ; 48)
- こんな私(わたし)が大嫌い! 中村うさぎ 著 理論社 2009 (よりみちパン!セ ; 49)
- 日本の神様 畑中章宏 著 理論社 2009 (よりみちパン!セ ; 50)
- オシムからの旅 木村元彦 著 理論社 2010 (よりみちパン!セ ; 51)
- より良く死ぬ日のために 井上治代 著 理論社 2010 (よりみちパン!セ ; 52)
- 「怖い」が、好き! 加門七海 著 理論社 2010 (よりみちパン!セ ; 53)
- 世界のシェー!! : フジオプロ公認 平沼正弘 著 理論社 2010 (よりみちパン!セ ; 54)
- 人間の条件 : そんなものない 立岩真也 著 理論社 2010 (よりみちパン!セ ; 55)
- ザ・ママの研究 信田さよ子 著 理論社 2010 (よりみちパン!セ ; 56)

### イースト・プレス版
- 日本という国 小熊英二 著 イースト・プレス 2011 (よりみちパン!セ ; P000)
- バカなおとなにならない脳 養老孟司 著 イースト・プレス 2011 (よりみちパン!セ ; P001)
- いのちの食べかた 森達也 著 イースト・プレス 2011 (よりみちパン!セ ; P002)
- 正しい保健体育 みうらじゅん 著 イースト・プレス 2011 (よりみちパン!セ ; P003)
- 神さまがくれた漢字たち 山本史也 著,白川静 監修 イースト・プレス 2011 (よりみちパン!セ ; P004)
- 生き抜くための数学入門 新井紀子 著 イースト・プレス 2011 (よりみちパン!セ ; P005)
- 死ぬのは、こわい? 徳永進 著 イースト・プレス 2011 (よりみちパン!セ ; P006)
- どんとこい、貧困! 湯浅誠 著 イースト・プレス 2011 (よりみちパン!セ ; P007)
- 人間の条件 : そんなものない 立岩真也 著 イースト・プレス 2011 (よりみちパン!セ ; P008)
- みんなのなやみ 重松清 著 イースト・プレス 2011 (よりみちパン!セ ; P009)
- いま生きているという冒険 石川直樹 著 イースト・プレス 2011 (よりみちパン!セ ; P 10)
- 14歳からの仕事道 玄田有史 著 イースト・プレス 2011 (よりみちパン!セ ; P 11)
- ザ・ママの研究 信田さよ子 著 イースト・プレス 2011 (よりみちパン!セ ; P 12)
- 男子のための人生のルール 玉袋筋太郎 著 イースト・プレス 2011 (よりみちパン!セ ; P 13)
- ハッピーになれる算数 新井紀子 著 イースト・プレス 2011 (よりみちパン!セ ; P 14)
- おばあちゃんが、ぼけた。村瀬孝生 著 イースト・プレス 2011 (よりみちパン!セ ; P 15)
- こんな私が大嫌い! 中村うさぎ 著 イースト・プレス 2011 (よりみちパン!セ ; P 16)
- さびしさの授業 伏見憲明 著 イースト・プレス 2011 (よりみちパン!セ ; P 17)
- ひとりひとりの味 平松洋子 著 イースト・プレス 2011 (よりみちパン!セ ; P 18)
- 世界を信じるためのメソッド : ぼくらの時代のメディア・リテラシー 森達也 著 イースト・プレス 2011 (よりみちパン!セ ; P 19)
- こども東北学 山内明美 著 イースト・プレス 2011 (よりみちパン!セ ; P020)
- きみが選んだ死刑のスイッチ 森達也 著 イースト・プレス 2011 (よりみちパン!セ ; P021)
- 叶恭子の知のジュエリー12カ月 叶恭子 著 イースト・プレス 2011 (よりみちパン!セ ; P022)
- 「美しい」ってなんだろう? : 美術のすすめ 森村泰昌 著 イースト・プレス 2011 (よりみちパン!セ ; P023)
- 日本の神様 畑中章宏 著 イースト・プレス 2011 (よりみちパン!セ ; P024)
- みんなのなやみ 2 重松清 著 イースト・プレス 2011 (よりみちパン!セ ; P025)
- 阿修羅のジュエリー 鶴岡真弓 著 イースト・プレス 2011 (よりみちパン!セ ; P026)
- オシムからの旅 木村元彦 著 イースト・プレス 2011 (よりみちパン!セ ; P027)
- オヤジ国憲法でいこう! しりあがり寿, 祖父江慎 著 イースト・プレス 2012 (よりみちパン!セ ; P028)
- 演劇は道具だ 宮沢章夫 著 イースト・プレス 2012 (よりみちパン!セ ; P029)
- 建築バカボンド 岡村泰之 著 イースト・プレス 2012 (よりみちパン!セ ; P030)
- こどものためのお酒入門 山同敦子 著 イースト・プレス 2012 (よりみちパン!セ ; P031)
- 失敗の愛国心 鈴木邦男 著 イースト・プレス 2012 (よりみちパン!セ ; P032)
- 気分はもう、裁判長 北尾トロ 著 イースト・プレス 2012 (よりみちパン!セ ; P033)
- より良く死ぬ日のために 井上治代 著 イースト・プレス 2012 (よりみちパン!セ ; P034)
- 男子のための恋愛検定 伏見憲明 著 イースト・プレス 2012 (よりみちパン!セ ; P035)
- 不登校、選んだわけじゃないんだぜ! 貴戸理恵, 常野雄次郎 著 イースト・プレス 2012 (よりみちパン!セ ; P036)
- 神さまがくれた漢字たち 続 (古代の音) 山本史也 著 イースト・プレス 2012 (よりみちパン!セ ; P037)
- ひかりのメリーゴーラウンド 田口ランディ 著 イースト・プレス 2012 (よりみちパン!セ ; P038)
- 世界のシェー!! : フジオプロ公認 平沼正弘, 塩崎昌江 著 イースト・プレス 2012 (よりみちパン!セ ; P039)
- 「悪いこと」したら、どうなるの? 藤井誠二 著,武富健治 マンガ イースト・プレス 2012 (よりみちパン!セ ; P040)
- 前略、離婚を決めました 綾屋紗月 著 イースト・プレス 2012 (よりみちパン!セ ; P041)
- きみがモテれば、社会は変わる。 : 宮台教授の〈内発性〉白熱教室 宮台真司 著 イースト・プレス 2012 (よりみちパン!セ ; P042)
- 家を出る日のために 辰巳渚 著 イースト・プレス 2012 (よりみちパン!セ ; P043)
- だれか、ふつうを教えてくれ! 倉本智明 著 イースト・プレス 2012 (よりみちパン!セ ; P044)
- カレーになりたい! 水野仁輔 著 イースト・プレス 2012 (よりみちパン!セ ; P045)
- 「怖い」が、好き! 加門七海 著 イースト・プレス 2012 (よりみちパン!セ ; P046)
- ついていったら、だまされる 多田文明 著 イースト・プレス 2012 (よりみちパン!セ ; P047)
- この気持ちいったい何語だったらつうじるの? 小林エリカ 著・装画・挿画 イースト・プレス 2012 (よりみちパン!セ ; P048)
- だれでも一度は、処女だった。 千木良悠子, 辛酸なめ子 著 イースト・プレス 2012 (よりみちパン!セ ; P049)
- オンナらしさ入門〈笑〉 小倉千加子 著 イースト・プレス 2012 (よりみちパン!セ ; P050)
- この世でいちばん大事な「カネ」の話 西原理恵子 著・装画・挿画 イースト・プレス 2012 (よりみちパン!セ ; P051)
- 生きのびるための犯罪(みち) 上岡陽江, ダルク女性ハウス 著 イースト・プレス 2012 (よりみちパン!セ ; P052)
- 恋と股間 杉作J太郎 著 イースト・プレス 2012 (よりみちパン!セ ; P053)
- 童貞の教室 松江哲明 著,古泉智浩 マンガ イースト・プレス 2012 (よりみちパン!セ ; P054)
- あのころ、先生がいた。伊藤比呂美 著 イースト・プレス 2012 (よりみちパン!セ ; P055)
- コドモであり続けるためのスキル 貴戸理恵 著 イースト・プレス 2012 (よりみちパン!セ ; P056)
- ひとはみな、ハダカになる。バクシーシ山下 著 イースト・プレス 2013 (よりみちパン!セ ; P057)
- あたりまえのカラダ 岡田慎一郎 著 イースト・プレス 2013 (よりみちパン!セ ; P058)
- 正しい保健体育 2 (結婚編) みうらじゅん 著 イースト・プレス 2013 (よりみちパン!セ ; P059)
- 15歳から、社長になれる。 : ぼくらの時代の起業入門 家入一真 著 イースト・プレス 2013 (よりみちパン!セ ; P060)
- ふたりのママから、きみたちへ 東小雪, 増原裕子 著 イースト・プレス 2013 (よりみちパン!セ ; P061)
- 「キモさ」の解剖室 春日武彦 著 イースト・プレス 2014 (よりみちパン!セ ; P062)
- ロボットは東大に入れるか 新井紀子 著 イースト・プレス 2014 (よりみちパン!セ ; P063)